# Centaurus X-3
Centaurus X-3 je pulzující zdroj rentgenového záření 4U 1118-60, opticky ztotožněný se zákrytovou proměnnou hvězdou (oběžná perioda 2,087 d, zákryt zdroje rentgenového záření trvá 0,488 d). Optická složka je obr nebo veleobr spektrálního typu B0 (Krzeminského hvězda). Vzdálenost 5-10 kpc. Zdrojem rentgenového záření je pravděpodobně rotující neutronová hvězda s hmotností 0,65-0,83 M☉. Doba oběhu zdroje Centaurus X-3 se zmenšuje o zlomek 10−3 až 10−5 za rok, po 1000 letech by měl proto zdroj dopadnout na hlavní hvězdu.